# Бадахшан (провинция)
Бадахшан (на пущунски: بدخشان; на персийски: ولایت بدخشان) е провинция в североизточен Афганистан с площ 44 059 км² и население 982 800 души (2017). Административен център е град Файзабад.

## Административно деление
Провинцията се поделя на 28 общини. Един от тях е районът Вахан, чиято територия приблизително съвпада с Ваханския коридор.